# Vockenberg (Gemeinden Hartl, Kaindorf, Stubenberg)
Vockenberg ist eine Ortschaft und eine Katastralgemeinde der Gemeinde Stubenberg und ein Ortschaftsbestandteil in den Gemeinden Hartl und Kaindorf im Bezirk Hartberg-Fürstenfeld in der Steiermark.

## Geografie
Am 1. April 2020 umfasste die in Stubenberg liegende Streusiedlung 167 Adressen.

## Siedlungsentwicklung
Zum Jahreswechsel 1979/1980 befanden sich in der Katastralgemeinde Vockenberg insgesamt 143 Bauflächen mit 57.951 m² und 356 Gärten auf 1.130.607 m², 1989/1990 gab es 151 Bauflächen. 1999/2000 war die Zahl der Bauflächen auf 389 angewachsen und 2009/2010 bestanden 276 Gebäude auf 415 Bauflächen.

## Bodennutzung
Die Katastralgemeinde ist landwirtschaftlich geprägt. 250 Hektar wurden zum Jahreswechsel 1979/1980 landwirtschaftlich genutzt und 229 Hektar waren forstwirtschaftlich geführte Waldflächen. 1999/2000 wurde auf 277 Hektar Landwirtschaft betrieben und 221 Hektar waren als forstwirtschaftlich genutzte Flächen ausgewiesen. Ende 2018 waren 234 Hektar als landwirtschaftliche Flächen genutzt und Forstwirtschaft wurde auf 221 Hektar betrieben. Die durchschnittliche Bodenklimazahl von Vockenberg beträgt 32,7 (Stand 2010).